# Anacropora reticulata
Anacropora reticulata е вид корал от семейство Acroporidae. Видът е световно застрашен, със статут Уязвим.

## Разпространение
Разпространен е в Австралия, Вануату, Индонезия, Мавриций, Малайзия, Папуа Нова Гвинея, Провинции в КНР, Сингапур, Соломонови острови, Тайван, Тайланд, Филипини и Япония.

## Описание
Популацията на вида е намаляваща.